# João Virgínia
João Manuel Neves Virgínia (Faro, 10 oktober 1999) is een Portugees professioneel voetballer die als doelman speelt. Hij staat onder contract bij Everton.

## Carrière

### Everton
Virgínia begon zijn carrière in de jeugd bij Benfica en Arsenal. In augustus 2018 tekende hij voor drie jaar bij Everton. Hij keepte in eerste instantie vooral in het tweede elftal van Everton. Hij werd in het seizoen 2019/20 verhuurd aan Reading, dat uitkwam in de Championship, maar daar was hij alleen de eerste twee speelrondes eerste keeper. Everton haalde hem daarom bij gebrek aan speeltijd terug. 
In het seizoen 2020/21 maakte hij zijn debuut voor Everton in het EFL Cup-duel met Salford City (3-0 winst). Op 13 maart 2021 verving hij de geblesseerde Jordan Pickford in de Premier League-wedstrijd tegen Burnley, die eindigde in een 2-1 nederlaag. Acht dagen later maakte hij zijn debuut in de FA Cup, waar Everton er in de kwartfinale uitvloog tegen Manchester City (0-2 nederlaag).

### Sporting CP
Op 25 augustus 2021 werd hij verhuurd aan Sporting CP, waar hij zes wedstrijden keepte in de diverse Portugese bekers. Op 7 december 2021 maakte Virgínia zijn debuut in de UEFA Champions League en verloor hij met 4-2 van Ajax. In de laatste speelronde van de Primeira Liga maakte Virgínia zijn competitiedebuut voor Sporting. Hij hield de nul tegen Santa Clara.  

### SC Cambuur
Op 8 juli 2022 werd hij voor een jaar verhuurd aan SC Cambuur, waar hij rugnummer 1 kreeg. Hij won de concurrentiestrijd met Robbin Ruiter en debuteerde op 6 augustus in de Eredivisie tegen Excelsior (2-0 nederlaag). De 23-jarige Portugees was aanvankelijk eerste doelman, met achter hem Robbin Ruiter en Brett Minnema. In 17 eredivisiewedstrijden kreeg Virginia 28 doelpunten tegen en hield hij vier keer de nul. In januari moest hij zijn plek onder de lat afstaan aan Robbin Ruiter. Trainer Sjors Ultee gaf de voorkeur aan de ervaren Ruiter omdat die naar eigen zeggen meer rust uitstraalde. In mei 2023 keerde Virginia vroegtijdig terug naar Everton vanwege blessureleed. Een aantal dagen later degradeerde Cambuur uit de Eredivisie na de wedstrijd tegen FC Utrecht.  

## Clubstatistieken
| Seizoen                  | Club            | Competitie      | Competitie | Competitie | Beker | Beker | Internationaal | Internationaal | Totaal | Totaal |
| Seizoen                  | Club            | Competitie      | Wed.       | Dlp.       | Wed.  | Dlp.  | Wed.           | Dlp.           | Wed.   | Dlp.   |
| ------------------------ | --------------- | --------------- | ---------- | ---------- | ----- | ----- | -------------- | -------------- | ------ | ------ |
| 2019/20                  | → Reading       | Championship    | 2          | 0          | 1     | 0     | —              | —              | 2      | 1      |
| 2020/21                  | Everton         | Premier League  | 1          | 0          | 2     | 0     | —              | —              | 3      | 0      |
| 2021/22                  | → Sporting CP   | Primeira Liga   | 1          | 0          | 6     | 0     | 1              | 0              | 8      | 0      |
| 2022/23                  | → SC Cambuur    | Eredivisie      | 17         | 0          | 1     | 0     | —              | —              | 18     | 0      |
| Carrière totaal          | Carrière totaal | Carrière totaal | 21         | 0          | 8     | 0     | 1              | 0              | 30     | 0      |
| Bijgewerkt op 3 mei 2023 |                 |                 |            |            |       |       |                |                |        |        |

## Internationaal
Virgínia is Portugees jeugdinternational en doorliep de teams van onder 16 tot en met onder 21.
1 Pickford ·
2 Patterson ·
5 Keane ·
6 Tarkowski ·
7 McNeil ·
8 Mangala ·
9 Calvert-Lewin ·
10 Ndiaye ·
11 Harrison ·
12 Virgínia ·
14 Beto ·
14 O'Brien ·
16 Doucouré ·
17 Chermiti ·
18 Young ·
19 Mykolenko ·
22 Broja ·
23 Coleman  ·
27 Gueye ·
29 Lindstrøm ·
31 Begović ·
32 Branthwaite ·
37 Garner ·
42 Iroegbunam ·
75 Dixon ·
Coach: Dyche
· Assistent-coach: Stone
· Assistent-coach: Woan
· Keeperstrainer: Kelly